# Chrysopilus gravelyi
Chrysopilus gravelyi är en tvåvingeart som beskrevs av Enrico Adelelmo Brunetti 1920. Chrysopilus gravelyi ingår i släktet Chrysopilus och familjen snäppflugor. Inga underarter finns listade i Catalogue of Life.